# ГЕС Машадинью
ГЕС Машадинью (порт. Usina Hidrelétrica Machadinho) — гідроелектростанція на південному сході Бразилії на межі штатів Санта-Катарина та Ріу-Гранді-ду-Сул. Знаходячись перед ГЕС Іта, входить до складу каскаду на річці Уругвай, при цьому вище від неї працюють станції на двох його витоках — Каноасі (ГЕС Кампус-Новус) та Пелотасі (ГЕС Барра-Гранде).
У межах проєкту річку перекрили кам'яно-накидною греблею з бетонним облицюванням висотою 126 метрів, довжиною 695 метрів та шириною по гребеню 7 метрів. Вона утримує водосховище з площею поверхні 79 км2 та об'ємом 3,3 млрд м3 (корисний об'єм 1 млрд м3), рівень поверхні якого в операційному режимі коливається між позначками 465 та 480 метрів НРМ (максимальний рівень на випадок повені сягає 485,4 метра).
Пригреблевий машинний зал обладнали трьома турбінами типу Френсіс потужністю по 380 МВт, які при напорі у 97 метрів забезпечують виробництво 4143 млн кВт·год електроенергії на рік.